# Йорг Ланц фон Либенфельс
Йорг Ланц фон Либенфельс (нем. Jörg Lanz von Liebenfels; настоящее имя — Адольф Йозеф Ланц, 19 июля 1874, Вена — 22 апреля 1954, Вена) — австрийский политический и расовый теоретик и оккультист, один из основателей ариософии. Бывший монах, а также основатель журнала «Остара», в котором он публиковал антисемитские и фёлькише теории.
Создал учение Теозоология, представляющее собой квазирелигиозную доктрину, соединённую с биологией и зоологией и направленную на выстраивание расовой иерархии.
Как ученик Гвидо фон Листа, Ланц развивал его теории. Предположительно, оказал некоторое влияние на Адольфа Гитлера.

## Ранние годы
Родился 19 июля 1874 году Вене, в Австро-Венгрии. Сын школьного наставника Иоганна Ланца и его жены Катарины. Они принадлежали к среднему классу, а их предки были венскими бюргерами с начала XVIII века.
В 1893 году Ланц стал монахом в цистерцианском ордене в монастыре Хайлигенкройц, приняв имя Георг. В 1894 году он объявил себя «просвещённым» после обнаружения надгробной плиты рыцаря-храмовника и стал развивать свои теории о «белокуром арийстве» и «низших расах». Он покинул монастырь в 1899 году. Хотя Ланц заявил, что сделал это по причине «возрастающей нервозности», документы содержат запись о «плотской любви» в качестве причины. Некоторые комментаторы считают, что имеется в виду связь Ланца с женщиной, возможно, даже из его же семьи, разрыв с которой мог впоследствии внести лепту в его поздний антифеминизм.
В 1902 году изменил фамилию на «Ланц-Либенфельс». Заявлял, что в том же году получил докторскую степень, хотя об этом нет никаких документов. В настоящее время установлено, что он самовольно, мошенническим путём, «наградил» себя докторским званием.
С 1910 года он стал называть себя Ланц фон Либенфельс с целью приписать себе аристократическое происхождение, что имело значение в рамках его учения, в котором немецкая аристократия считается потомками древней «арийской» правящей касты. В Швабии и швейцарском кантоне Тургау существовала дворянская фамилия Лантц (или Ланц) фон Либенфельс. Однако нет никаких данных о его родстве с этой фамилией, самые ранние сведения о которой относятся к 1790 году. Его принадлежность к знатному роду вымышлена им самим.

## «Теозоология»

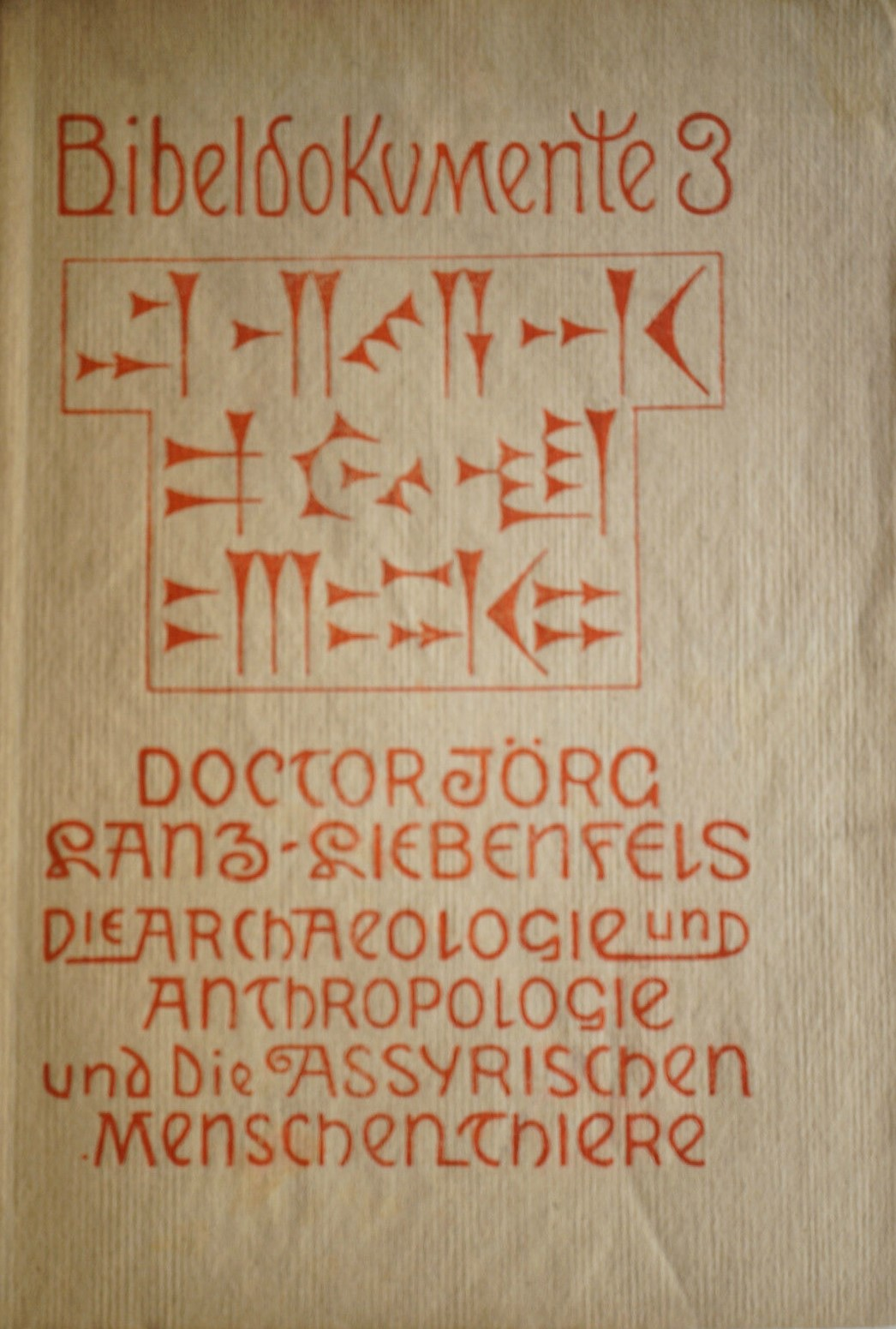
«Библейские документы, выпуск 3. Доктор Йорг Ланц-Либенфельс. Археология, антропология и ассирийские зверолюди», около 1904

В 1904 году опубликовал книгу «Теозоология» (Theozoologie; «Теозоология или Гримасы Содома и Электрон Богов»), в которой развивал своё неогностическое расовое учение, пытаясь придать ему библейский фундамент. Согласно этому учению, изначально существовала божественная раса (Gottmenschen, Theozoa) «арийцев», жившая на полярном острове Арктогее. «Арийские» божественные создания обладали различным сверхъестественными способностями, которые Ланц связывал с мало понятным ему электричеством. Когда этот остров погрузился под воду, эти совершенные «электрические» существа переселились в другие регионы.
Согласно Ланцу, Ева, которую он описывает как изначально божественное существо, вступила в связь с демоном и породила «низшие расы» — «зверолюдей» (Anthropozoa) — «неарийцев», то есть все остальные расы. В результате, по мнению Ланца, «арийских» женщин привлекают в основном «неарийцы», что ведёт к расовому вырождению, которое можно остановить только подчинением «арийских» женщин «арийским» мужчинам и «расовым разделением». «Зверолюди» (любые «неарийцы»), по Ланцу, имеют ущербную склонность к любым формам извращений и половым сношениям с любыми людьми и животными. Они веками стремились и стремятся втянуть «арийцев» в половые связи, в результате чего «арийская раса» смешалась со «зверолюдьми» и утратила свои божественные «электрические» способности. Вместо древних, чётко отличных божественных и демонических видов, возникли несколько смешанных рас, среди которых «арийская раса» была наименее затронута чужой кровью.
Ланц использовал собственный принцип перевода Ветхого завета, при котором слова «земля», «камень», «дерево», «хлеб», «золото», «вода», «огонь» и «воздух» все означали получеловека, а глаголы «называть», «видеть», «знать» и «скрывать» понимались им как «совокупляться с» и т. д. Иисус, по Ланцу пришёл для возрождения сексуально-расистского гнозиса с целью спасти избранный народ — «арийскую расу». Чудеса Иисуса и его Преображение рассматривалось как подтверждение его «электрической» божественной природы. Страсти Христовы интерпретировались как попытка насилия, искажения природы, которую предприняли «пигмеями», сторонники сатанических бестиальных культов, стремящиеся к расовому смешению.
Низшие классы немецкого общества Ланц считал наиболее смешанными с низшими расами и обвинил их в упадке немецкого величия и подрыве господства над миром; согласно логике западного апокалипсиса они должны были быть искоренены. Наиболее чистую кровь сохранила немецкая аристократия, к которой Ланц безосновательно причислял и самого себя.
Расовая сегрегация и постепенное очищение крови от «зверолюдской», согласно Ланцу, способны восстановить божественные способности «арийцев». Он призывал к кастрации и стерилизации больных. «Зверолюдей», по Ланцу, следует частью выслать в другие страны, частью уничтожить, а остальных поработить и использовать, например, как вьючных животных.
Копию этой книги Ланц отправил шведскому писателю и драматургу Августу Стриндбергу, от которого впоследствии получил полный энтузиазма ответ, называющий его «пророческим голосом».

## «Остара»
В 1905 году Ланц основывал журнал «Ostara, Briefbücherei der Blonden und Mannesrechtler», став его единственным автором и редактором. Сам Ланц заявлял, что у него было до ста тысяч подписчиков, но принято считать, что эта цифра значительно завышена. Среди прочих, читателями этого издания были также Адольф Гитлер и Дитрих Эккарт.
Ланц заявлял, что однажды молодой Гитлер посещал его, получив два недостающих номера журнала в свою коллекцию.

## Ариософские общества

Флаг Ордена новых тамплиеров: «Золотая земля как символ вечности, лилии как символ (расовой) чистоты и красная свастика как символ восходящего ариогероизма»

В 1905 году Ланц и около пятидесяти других сторонников Листа подписали декларацию о создании Общества Гвидо фон Листа (Guido-von-List-Gesellschaft), которое официально было основано в 1908 году. В 1907 году Ланц создал собственную эзотерическую организацию Орден новых тамплиеров (Ordo Novi Templi). Ланц опубликовал программу этой организации, в которой она характеризовалась как арийское общество взаимопомощи, призвание которого в воспитании расового самосознания через генеалогические и геральдические изыскания, соревнования красоты, а также создание расовых утопий в малоразвитых частях мира.
Для развития этого дела Ланц приобретает развалины замка Верфенштайн в Австрии. Организация не сумела привлечь большое число членов: по оценкам, орден насчитывал около трёхсот человек, наиболее выдающимся из которых был поэт Фриц фон Херцмановски-Орландо. Заявления Ланца о том, что организация была создана ещё до 1900 года и о его встрече с Августом Стриндбергом в 1896 году, когда он убедил последнего присоединиться к ордену, были признаны сфабрикованными.

## Влияние
После восхождения Гитлера в двадцатых годах, Ланц пытался зарекомендовать себя как одного из идеологических предшественников Адольфа Гитлера. В предисловии к первому номеру третьей серии «Остары», около 1927 года, он, например, писал: «Следует напомнить, что движения фашизма и свастики (он явно ссылается на нацистскую партию) являются лишь побочными ответвлениями идей Остары» («Es sei daran erinnert, daß die 'Hakenkreuz-' und Faschistenbewegungen im Grunde genommen, nur Seitenentwicklungen der Ostara-Ideen sind»).
После аннексии Австрии нацистской Германией в 1938 году Ланц надеялся на покровительство Гитлера, но того, возможно, смущали его прежние связи. Так, было запрещено издавать сочинения Ланца. Наиболее примечательные копии «Остары» были изъяты из обращения. После войны Ланц обвинил Гитлера не только в краже, но и извращении своей идеи, а также в принадлежности к «низшей расовой породе». По другой версии, Гитлера приводил в замешательство сам Либенфельс. Среди исследователей нет согласия в том, подвергся ли Гитлер прямо или косвенно значительному влиянию работ Либенфельса, равно как нет серьёзных свидетельств тому, что он вообще интересовался оккультным движением, кроме его расовых аспектов. Но всё же связь между этими двумя фигурами раз за разом подчёркивалась критиками и оккультистами во времена и после нацистской Германии.
Идеи Ланца имеют большое сходство с более поздними гиммлеровскими материнскими организациями СС Лебенсборн, а также нацистскому уничтожению евреев и использованию рабского труда славянских народов на Востоке. Ланц утверждал, что матери-производители должны жить в евгенических монастырях и обслуживаться чистокровными «арийскими» мужчинами. Эта идея предвосхитила тезис Генриха Гиммлера о полигамии для членов СС, его создании домов материнства СС.

## Публикации
В своих публикациях Ланц смешивает фёлькише и антисемитские идеи с арианизмом, расизмом и эзотеризмом.
Публикации на русском языке:
- Йорг Ланц фон Либенфельс. Теозоология/ Пер. с нем. — Тамбов: Ex Nord Lux, 2008. — 200 с. — ISBN 978-5-88934-362-2.

## В культуре
- Австрийский психолог и писатель Вильфред Дейм посвятил Ланцу фон Либенфельсу книгу «Человек, который поставлял Гитлеру идеи. О религиозном заблуждении сектанта и расовой мании диктатора», в которой отстаивает мнение о решающем влиянии Ланца фон Либенфельса на Адольфа Гитлера[4].
- В романе Эрика-Эмманюэля Шмитта «Другая судьба» Гитлер читает статью Ланца Фон Либенфельса, из которой впервые узнаёт о свастике.
- Созданный Ланцем фон Либенфельсом образ «обезьян Содома» использован группой Betelgeuse в альбоме «Сторож, сколько ночи?» (2010) в композиции «Обезьяны Содома».